# 東京聖誕夜
東京聖誕夜〈イヴ 〜 Santaclaus Dreaming 〜〉，是富士電視台於1997年10月16日至12月18日每週四晚間10點播出的電視連續劇，共10集。1998年2月18日至1998年3月4日發行全四捲錄影帶版本，但至今未曾推出DVD版。

## 劇情背景
一名一心求死的富豪女（葉月里緒菜飾），一個充滿內疚的心理醫生（唐澤壽明飾），和一位矢志擺脫貧困陰影的醫生（高橋克典飾）--三人如何從錯綜復雜的欲望中，填滿內心的空虛，從而得到人生的真愛？ 本故事由平安夜開始，在那天出世的葉月，因母親的死，令她內心受創，更與父親隔膜有如敵人般，雖擁有一切物質財富，卻缺少親情愛護，終日有輕生的念頭。 某平安夜，葉月因自殺而與唐澤認識，但葉月卻因神志不清而誤認高橋才是救命恩人。高橋輾轉介紹唐澤做葉月的心理醫生，潦倒的唐澤無奈接下此工作，但他不能以醫生的身份出現，惟有以司機的名義接近，治理葉月。可惜葉月內心傷痕太深，令唐澤感到困難重重。葉月的病況，與唐澤已去世的妻子相似。唐澤對妻子的死十分內疚，誓言不能犯同樣的錯誤，他不停地輔助葉月，在他細心引導下，葉月的抗拒心理漸漸減少，變得開朗。正當兩人互相關心沒，打算繼續發展時，高橋貪求葉月家的財富，而對葉月展開追求--唐澤與葉月亦因各自的心理障礙而難以相處，高橋結果追求成功，更選擇在平安夜舉行婚禮。婚禮前夕，高橋發現葉月所愛的並非自己。

## 出演
- 小泉三太：唐澤壽明
- 藤原沙織：葉月里緒菜
- 日柳俊輔：高橋克典
- 木村アミ：大貫亞美（PUFFY）
- 榎本ユミ：吉村由美（PUFFY）
- 石垣タミ：山田花子
- 石垣光太郎：相島一之
- 園部美加：星野真理
- 篠山完：鳥羽潤
- 細野美由紀：吉村美紀
- 篠山晃：伊藤隆大
- 下村貴久子：原沙知繪
- 室井保丈：柏原崇
- 藤原公章：林隆三
- 小柴清十郎：碇矢長介

## 製作群
- 脚本　金子ありさ
- 製作人　栗原美和子
- 導演　光野道夫、澤田鎌作
- 音樂　大衛佛斯特

## 主題歌
- 主題曲  『MOTHER』 PUFFY
- 片尾曲  『Be The Man』 席琳狄翁

## 各話標題、播放日、收視率
| 第1話                                                      | 1997年10月16日 | サンタが贈る愛の物語・心の傷は消えますか… | 17.0% |
| 第2話                                                      | 1997年10月23日 | 隠された恋の傷衝撃の再会                  | 18.1% |
| 第3話                                                      | 1997年10月30日 | 純愛恐怖症                                | 12.3% |
| 第4話                                                      | 1997年11月6日  | 不器用な愛し方涙の告白                    | 12.9% |
| 第5話                                                      | 1997年11月13日 | 乱れる三角関係衝撃の事実                  | 13.6% |
| 第6話                                                      | 1997年11月20日 | 突然のキス…揺れる恋模様                   | 14.2% |
| 第7話                                                      | 1997年11月27日 | 愛してるのに…運命の悪戯                   | 14.1% |
| 第8話                                                      | 1997年12月4日  | 二度と会えない別れの宣告                  |       |
| 第9話                                                      | 1997年12月11日 | 行かないで                                | 15.0% |
| 第10話                                                     | 1997年12月18日 | 聖夜の奇蹟…真実の愛を誓う時               | 17.8% |
| 平均收視率14.9% 關東地區之視聴率由Video Research Ltd統計。 |                |                                           |       |